# Liste der Stolpersteine in Korschenbroich
Die Liste der Stolpersteine in Korschenbroich enthält alle Stolpersteine, die im Rahmen des gleichnamigen Projekts von Gunter Demnig in Korschenbroich verlegt wurden. Mit ihnen soll an Opfer des Nationalsozialismus erinnert werden, die hier lebten und wirkten.

## Verlegte Stolpersteine im Ortsteil Korschenbroich
| Adresse                                        | Verlege- datum | Person, Inschrift                                                                                   | Bild | Anmerkung |
| ---------------------------------------------- | -------------- | --------------------------------------------------------------------------------------------------- | ---- | --- |
| Sebastianusstraße 29 (früher: Hochstraße 29) · | 15. Feb. 2007  | Hier wohnte Wolfgang ‘Benny’ Klein Jg. 1868 Deportiert Theresienstadt Tot 14.6.1943                 |      | Wolfgang „Benny“ Klein wurde am 04.11.1868 als Sohn von Joseph Klein (*18.12.1825) und Sibilla Klein, geb. Winter (*20.05.1834) in Korschenbroich geboren, er hatte sieben Geschwister: Wilhelmina (*15.03.1863), Helena (*02.08.1864, †02.03.1938), Rosalie (*13.06.1867), Julius (*21.08.1870, †unbekannt), Selma (*17.10.1871, †unbekannt), Theresia (*18.04.1873, †unbekannt) und Max (*07.02.1875, überlebt, lebte in São Paulo). Wolfgang heiratete Julchen Cappell (*14.09.1869, †unbekannt), aus der Ehe ging eine Tochter hervor: Hilde (04.01.1911). Wolfgang wurde am 25.07.1942 mit dem Transport VII/2 Br 635 über Düsseldorf ins Ghetto Theresienstadt verbracht, von dort aus am 26.09.1942 ins Vernichtungslager Treblinka deportiert, wo er ermordet wurde; als Todestag wird der 14.06.1943 angegeben. |
| Sebastianusstraße 29 (früher: Hochstraße 29) · | 15. Feb. 2007  | Hier wohnte Hilde Levy Geb. Klein Jg. 1911 Deportiert 1941 Ermordet 1944 in Riga                    |      | Hilde Klein wurde am 04.01.1911 als Tochter von Wolfgang Klein (*04.11.1868) und Julchen Klein, geb. Cappell (*14.09.1869) in Korschenbroich geboren, sie heiratete am 5. Juli 1935 in Korschenbroich Hermann Levy (* 9.12.1909 in Breyell, 1939 geflüchtet nach London, gestorben 9.12.2001 in New York). Hilde wurde am 11.12.1941 über Düsseldorf ins Ghetto Riga deportiert, wo sie im Juli 1944 ermordet wurde (strittig: U.a. lt. yadvashem.org soll Hilde in Stutthof umgekommen sein). |
| Mühlenstraße 34 ·                              | 15. Feb. 2007  | Hier wohnte Hermann Schwarz Jg. 1867 Deportiert 1942 Theresienstadt Tot                             |      | Hermann Schwarz wurde am 17.08.1867 als Sohn von Levi Schwarz (*14.07.1831, †23.05.1902) und Frederika Schwarz, geb. Marks (19.12.1840, †29.06.1912) in Korschenbroich geboren, als Beruf wird Metzger angegeben. Er hatte drei Geschwister, bekannt sind: Fanny (30.12.1875) und Henriette (*14.05.1879). Hermann heiratete Rosalie Klein (*13.06.1867), aus der Ehe gingen drei Söhne hervor: Leo (*21.07.1903, †unbekannt), Joseph (17.02.1906, überlebt, †06.01.1992 in Columbia (Maryland)) und Albert (*31.03.1907, †unbekannt). Hermann wurde am 25.07.1942 über Düsseldorf mit dem Transport VII/2 Br 685 ins Ghetto Theresienstadt verbracht und am 26.09.1942 mit dem Transport Br, nr. 685 nach Treblinka deportiert, wo er verstarb.                                                                         |
| Mühlenstraße 34 ·                              | 15. Feb. 2007  | Hier wohnte Rosalie Schwarz Jg. 1867 Deportiert 1942 Theresienstadt Tot                             |      | Rosalie Klein wurde am 13.06.1867 als Tochter von Josef Klein (*18.12.1825) und Sibilla Klein, geb. Winter (*20.05.1834) in Korschenbroich geboren, als Beruf wird Hausfrau angegeben. Rosalie hatte sieben Geschwister: Wolfgang (04.11.1868), Wilhelmina (*15.03.1863), Helena (*02.08.1864), Julius (*21.08.1870), Selma (*17.10.1871), Theresia (*18.04.1873) und Max (*07.02.1875). Sie heiratete Hermann Schwarz (*17.08.1867), aus der Ehe gingen drei Söhne hervor: Leo (*21.07.1903), Joseph (17.02.1906) und Albert (*31.03.1907). Rosalie wurde am 25.07.1942 über Düsseldorf mit dem Transport VII/2, nr. 894 ins Ghetto Theresienstadt verbracht und am 26.09.1942 mit dem Transport VII/2 Br 686 nach Treblinka deportiert, wo sie verstarb.                                                               |
| Mühlenstraße 47 ·                              | 15. Feb. 2007  | Hier wohnte Luise Schwarz Geb. Daniel Jg. 1881 Deportiert 1942 Ermordet 1944 in Auschwitz           |      | Luise Daniel wurde am 12.09.1881 als Tochter von Moses Meyer Daniel und Jacobine Daniel in Kettwig geboren, sie heiratete am 13.04.1926 in Köln-Ehrenfeld Moses Schwarz (*15.03.1866, †08.05.1942), Kinder sind nicht bekannt. Luise wurde am 25.05.1942 über Düsseldorf mit dem Transport VII/2 Ep 688 nach Auschwitz deportiert, als Todesdatum wird der 09.10.1944 angegeben (strittig: Lt. dem Gedenkbuch des Bundesarchivs für die Opfer der nationalsozialistischen Judenverfolgung in Deutschland soll Luise zunächst mit dem Transport VII/2, nr. 893 in das Ghetto Theresienstadt verbracht worden sein, von wo aus sie am 09.10.1944 nach Auschwitz deportiert wurde). |
| Steinstraße 4 ·                                | 15. Feb. 2007  | Hier wohnte Fanny Winter Geb. Schwarz Jg. 1875 Deportiert 1941 Riga Ermordet Nov. 1943 in Auschwitz |      | Fanny Schwarz wurde am 30.12.1875 als Tochter von Levi Schwarz (*14.07.1831) und Frederika Schwarz, geb. Marks (19.12.1840) in Korschenbroich geboren, sie heiratete Julius Winter (*08.05.1879, überlebt, †09.05.1958 in Springfield/MA). Aus der ersten Ehe von Julius mit Fannys Schwester Henriette Schwarz (*14.05.1879, †03.02.1925) entstanden sechs Kinder, ein Sohn – Kurt Winter (*14.10.1912) – ist bekannt. Fanny wurde am 11.12.1942 über Düsseldorf ins Ghetto Riga verbracht, am 02.11.1943 nach Auschwitz deportiert. Als Todesdatum wird dort der 05.11.1943 angegeben. |
| Steinstraße 4 ·                                | 15. Feb. 2007  | Hier wohnte Kurt Winter Jg. 1912 Deportiert 1941 Riga KZ Salaspils Ermordet 27.4.1942               |      | Kurt Winter wurde am 14.10.1912 als Sohn von Julius Winter und Henriette Winter, geb. Schwarz (*14.05.1879) in Korschenbroich geboren. Am 06.12.1941 heiratete er Hilde Zander (*23.03.1923, überlebt), das Ehepaar wurde am 11.12.1941 vom Schlacht- und Viehhof Düsseldorf im Düsseldorfer Stadtteil Derendorf in einem Eisenbahntransport nach Lettland in das Ghetto Riga verschleppt. Kurt starb am 27.04.1942 in Riga-Salaspils. |

## Verlegte Stolpersteine im Ortsteil Glehn
| Adresse               | Verlege- datum | Person, Inschrift                                                                                          | Bild | Anmerkung |
| --------------------- | -------------- | --- | ---- | --- |
| Hauptstraße 10 ·      | 6. Feb. 2009   | Hier wohnte Gundula Winter Jg. 1865 Deportiert 1942 Theresienstadt Ermordet 31.3.1944                      |      | Gundula Marx wurde am 23.07.1865 in Oberdollendorf geboren. Gundula wurde am 21.07.1942 ab Düsseldorf mit dem Transport VII/1, Zug Da 70 (Deportationsnummer 932) ins Ghetto Theresienstadt deportiert, dort wurde sie am 31.03.1944 ermordet. |
| Hauptstraße 10 ·      | 6. Feb. 2009   | Hier wohnte Hermann Winter Jg. 1858 Deportiert 1942 Theresienstadt Ermordet 30.7.1942                      |      | Hermann Winter wurde am 11.02.1858 als Sohn von Joseph Winter (*12.10.1819, †04.01.1882) und Rosa Winter, geb. Herz (*unbekannt,†unbekannt) in Glehn geboren, er hatte dreizehn Geschwister. Hermann heiratete Johanna Levy (*01.04.1852, †04.01.1919) aus der Ehe ging ein Sohn hervor: Leopold (*1887, †02.10.1916). Hermann wurde am 21.07.1942 ab Düsseldorf mit dem Transport VII/1 ins Ghetto Theresienstadt deportiert, wo er am 30.07.1942 verstarb. |
| Hauptstraße 28 ·      | 18. Dez. 2008  | Hier wohnte Mathilde Winter Jg. 1860 Deportiert 1942 Theresienstadt Ermordet 27.3.1944                     |      | Mathilde Winter wurde am 09.05.1860 in Glehn geboren. Mathilde wurde am 21.07.1942 ab Düsseldorf mit dem Transport VII/1, Zug Da 70 (Deportationsnummer 936) ins Ghetto Theresienstadt deportiert, wo sie am 27.03.1944 ermordet wurde. |
| Hauptstraße 28 ·      | 18. Dez. 2008  | Hier wohnte Lazarus Winter Jg. 1858 Tot Aug. 1940 Vor Deportation Altersheim Düsseldorf                    |      | Lazarus Winter wurde am 29.03.1858 geboren. |
| Hauptstraße 28 ·      | 18. Dez. 2008  | Hier wohnte Karl Winter Jg. 1863 Deportiert 1942 Theresienstadt Ermordet 21.9.1942                         |      | Karl Winter wurde am 06.08.1863 in Glehn geboren. Karl wurde am 21.07.1942 über Düsseldorf mit dem Transport VII/1, Zug Da 70 (Deportationsnummer 935) in Ghetto Theresienstadt verbracht und am 21.09.1942 mit dem Transport Bp, nr. 1507 ins Vernichtungslager Treblinka deportiert, wo er ermordet wurde. |
| Hauptstraße 82 ·      | 18. Dez. 2008  | Hier wohnte Adele Neuhaus Geb. Winter Jg. 1891 Deportiert 1941 Theresienstadt Ermordet 12.5.1942 Kulmhof   |      | Adele (Adelheid) Winter wurde am 19.12.1891 in Glehn geboren, sie heiratete Moritz Neuhaus (*28.11.1890), aus der Ehe sind zwei Töchter bekannt: Edeltraut (*28.06.1929) und Hannelore (*25.12.1930). Adele wurde am 30.10.1941 ab Köln ins Ghetto Litzmannstadt verbracht und im Mai 1942 ins Vernichtungslager Chelmno deportiert, wo sie ermordet wurde, als Todestag wird der 12.05.1942 angegeben. |
| Hauptstraße 82 ·      | 18. Dez. 2008  | Hier wohnte Moritz Neuhaus Jg. 1890 Deportiert 1941 Tot in Theresienstadt                                  |      | Moritz Neuhaus wurde am 28.11.1890 als Sohn von Levi und Elkana Neuhaus in Baumbach geboren, er heiratete Adele Winter (*19.12.1891), aus der Ehe sind zwei Töchter bekannt: Edeltraut (*28.06.1929) und Hannelore (*25.12.1930). Moritz wurde am 30.10.1941 ab Köln ins Ghetto Litzmannstadt deportiert, wo er ermordet wurde (strittig: Lt. yadvashem.org wurde er ins Ghetto Theresienstadt verbracht, wo er ermordet wurde, lt. NS-Dokumentationszentrum der Stadt Köln wurde er von Litzmannstadt am 12.05.1942 ins Vernichtungslager Chelmno deportiert, wo er ermordet wurde). |
| Hauptstraße 82 ·      | 18. Dez. 2008  | Hier wohnte Edeltraut Neuhaus Jg. 1929 Deportiert 1941 Theresienstadt Ermordet 12.5.1942 Kulmhof           |      | Edeltraut Neuhaus wurde am 28.06.1929 als Tochter von Moritz Neuhaus (*28.11.1890) und Adelheid Neuhaus, geb. Winter (19.12.1891) in Glehn geboren, eine Schwester ist bekannt: Hannelore (*25.12.1930). Edeltraut wurde am 30.10.1941 über Köln mit dem Transport 16 Köln 2 N ins Ghetto Litzmannstadt verbracht und im Mai 1942 weiter ins Vernichtungslager Chelmno deportiert, wo sie ermordet wurde, als Todestag wird der 12.05.1942 angegeben. |
| Hauptstraße 82 ·      | 18. Dez. 2008  | Hier wohnte Hannelore Neuhaus Jg. 1930 Deportiert 1941 Theresienstadt Ermordet 12.5.1942 Kulmhof           |      | Hannelore Neuhaus wurde am 25.12.1930 als Tochter von Moritz Neuhaus (*28.11.1890) und Adelheid Neuhaus, geb. Winter (19.12.1891) in Baumbach geboren, eine Schwester ist bekannt: Edeltraut (*28.06.1929). Hannelore wurde am 30.10.1941 über Köln mit dem Transport 16 Köln 2 N ins Ghetto Litzmannstadt verbracht und im Mai 1942 weiter ins Vernichtungslager Chelmno deportiert, sie wurde am 12.05.1942 für tot erklärt (strittig: Laut yadvashem.org wurde sie bereits – zu einem unbekannten Zeitpunkt – im Ghetto Litzmannstadt ermordet).                                   |
| Hauptstraße 86 ·      | 6. Feb. 2009   | Hier wohnte Elisa Winter Geb. Abraham Jg. 1872 Deportiert 1942 Theresienstadt Ermordet 19.9.1942 Treblinka |      | Elisa Abraham wurde an 21.11.1872 als Tochter von Yoseph und Paulina Abraham in Bonn geboren, sie heiratete Siegfried Winter (*19.11.1873), die Ehe blieb kinderlos. Elisa wurde am 15.06.1942 mit dem Transport III/1 von Köln (Deportationsnummer 793) ins Ghetto Theresienstadt verbracht und am 19.09.1942 mit dem Transport Bo, Zug Da 83 ins Vernichtungslager Treblinka deportiert, wo sie ermordet wurde (strittig: Lt. yadvashem.org soll Elisa in Minsk ermordet worden sein).                                                                                              |
| Hauptstraße 86 ·      | 6. Feb. 2009   | Hier wohnte Siegfried Winter Jg. 1875 Gedemütigt/Entrechtet Flucht in den Tod 17.1.1935                    |      | Siegfried Winter wurde am 19.11.1873 als Sohn von Michael Winter (*12.02.1839, †unbekannt) und Johanna Winter, geb. Levy (*15.8.1846, †15.02.1930) in Glehn geboren, er hatte drei Geschwister: Julius (*28.05.1875, †unbekannt), Helena (*1879, †19.09.1914) und Elisa (*04.05.1884, Deportation am 30.10.1941 ab Köln ins Ghetto Litzmannstadt; für tot erklärt). Siegfried heiratete Elisa Abraham (*21.11.1872), die Ehe blieb kinderlos. Am 17.01.1935 setzte Siegfried – gedemütigt und entrechtet – seinem Leben ein Ende.                                                     |
| Kirchstraße 5 ·       | 6. Feb. 2009   | Hier wohnte Meta Löwenstein Geb. Ullmann Jg. 1910 Deportiert 1942 Ermordet in Auschwitz                    |      | Meta Ullmann wurde am 18. Januar 1910 in Glehn geboren, sie heiratete am 29.12.1938 Robert Löwenstein (*01.06.1909, Opfer der Shoa, †05.10.1942 in Auschwitz). Meta emigrierte nach Belgien, von wo sie am 04.08.1942 ab Mechelen nach Auschwitz deportiert wurde, sie wurde für tot erklärt. |
| Kirchstraße 5 ·       | 6. Feb. 2009   | Hier wohnte Karoline Ullmann Geb. Winter Jg. 1869 Deportiert 1942 Theresienstadt Ermordet 11.8.1943        |      | Karoline Winter wurde am 24.06.1869 als Tochter von Emanuel Winter und Wilhelmina Winter, geb. Weingarten in Glehn geboren, sie heiratete Leopold Ullmann (*22.01.1872). Karoline wurde am 25.07.1942 mit dem Transport VII/2, Zug Da 71 von Aachen (Deportationsnummer 936) ins Ghetto Theresienstadt deportiert, wo sie am 11.08.1943 verstarb. |
| Kirchstraße 5 ·       | 6. Feb. 2009   | Hier wohnte Leopold Ullmann Jg. 1872 Deportiert 1942 Theresienstadt Ermordet 15.2.1945                     |      | Leopold Ullmann wurde am 22.01.1876 als Sohn von Markus Ullmann (*07.01.1828, †unbekannt) und Jetta Ullmann, geb. Lieffmann (*14.03.1840, †12.12.1884) in Schelsen geboren, er hatte acht Geschwister. Leopold heiratete Karoline Winter (*24.06.1869), die Ehe blieb kinderlos. Leopold wurde am 25.07.1942 mit dem Transport VII/2, nr. 937 ab Düsseldorf ins Ghetto Theresienstadt deportiert, wo er am 15.02.1945 verstarb. |
| Kirchstraße 5 ·       | 6. Feb. 2009   | Hier wohnte Emma Winter Jg. 1887 Deportiert 1941 Ermordet in Łódź                                          |      | Emma Winter wurde am 25.01.1887 in Rommerskirchen geboren. Emma wurde am 30.10.1941 ab Köln ins Ghetto Litzmannstadt verbracht und am 03.05.1942 ins Vernichtungslager Chelmno deportiert, wo sie umgebracht wurde. |
| Kirchstraße 7 ·       | 6. Feb. 2009   | Hier wohnte Rosalie Winter Geb. Cohnen Jg. 1862 Deportiert 1942 Theresienstadt Ermordet 7.8.1942           |      | Rosalie Cohnen wurde am 16.06.1862 (strittig: Lt. familienbuch-euregio.de wird der 14. Juli 1862 als Geburtsdatum angegeben) als Tochter von Salomon Cohnen (*1831, † 2. September 1902) und Lena (Helena) Cohnen, geb. Gumpers (* 27. Juli 1840, † 13. März 1929) in Jüchen geboren, sie hatte fünf Geschwister. Rosalie heiratete Abraham Winter (*unbekannt, †unbekannt), sie wurde am 25. Juli 1942 ab Düsseldorf in Ghetto Theresienstadt deportiert, wo sie am 7. August 1942 ermordet wurde.                                                                                   |
| Kirchstraße 22 ·      | 6. Feb. 2009   | Hier wohnte Regina Schnook Jg. 1883 Deportiert 1941 Ermordet in Riga                                       |      | Regina Weber wurde am 26.01.1883 als Tochter von Marcus Weber (*01.01.1841, †1912) und Gudula Weber, geb. Daniel (*1845, †1925) in Oberdrees geboren, eine Schwester ist bekannt: Rosa (*08.03.1879, Opfer der Shoa). Sie heiratete Abraham Schnock (*14.03.1883, 1941 nach Riga deportiert, nach Schweden entkommen, überlebt, †unbekannt), aus der Ehe ging ein Sohn hervor: Max (*22.11.1913). Regina wurde am 07.12.1941 ab Köln ins Ghetto Riga deportiert, sie wurde dort für tot erklärt.                                                                                      |
| Kirchstraße 22 ·      | 6. Feb. 2009   | Hier wohnte Max Schnook Jg. 1913 Deportiert 1941 Riga Ermordet in Stutthof                                 |      | Max Schnook wurde am 22.11.1913 als Sohn von Abraham Schnock (*14.03.1883) und Regina Schnook, geb. Weber (*26.01.1883) in Glehn geboren. Max wurde am 07.12.1941 ab Köln ins Ghetto Riga verbracht und weiter nach Stutthof deportiert, wo er am 31.03.1945 ermordet wurde. |
| An der Sandkaule 11 · | 18. Dez. 2008  | Hier wohnte Mathilde Winter Jg. 1896 Deportiert 1941 Łodz Ermordet 4.5.1942 Kulmhof                        |      | Mathilde (Tilly) Haimann wurde am 09.09.1896 in Bassenheim geboren. Mathilde wurde am 30.10.1941 ab Köln ins Ghetto Litzmannstadt verbracht und am 04.05.1942 ins Vernichtungslager Chelmno deportiert, wo sie umgebracht wurde. |
| An der Sandkaule 11 · | 18. Dez. 2008  | Hier wohnte Hermann Winter Jg. 1881 Deportiert 1941 Łodz Ermordet 4.5.1942 Kulmhof                         |      | Hermann Winter wurde am 27.12.1881 als Sohn von Michael und Johanna Winter in Glehn geboren. Hermann wurde am 30.10.1941 ab Köln ins Ghetto Litzmannstadt verbracht und von dort am 04.05.1942 ins Vernichtungslager Chelmno deportiert, wo er umgebracht wurde. |
| An der Sandkaule 11 · | 18. Dez. 2008  | Hier wohnte Paul Jakob Winter Jg. 1935 Deportiert 1941 Łodz Ermordet 4.5.1942 Kulmhof                      |      | Paul Jakob Winter wurde am 14.04.1935 in Glehn geboren. Paul Jakob wurde am 30.10.1941 ab Köln ins Ghetto Litzmannstadt verbracht und von dort am 04.05.1942 ins Vernichtungslager Chelmno deportiert, wo er umgebracht wurde. |
| Friedensstraße 17 ·   | 6. Feb. 2009   | Hier wohnte Walter Wolff Jg. 1906 Deportiert 1941 Minsk Ermordet 20.2.1945 Neuengamme                      |      | Walter Wolff wurde am 13.02.1906 in Glehn geboren. Walter wurde am 10.12.1941 ab Düsseldorf ins Ghetto Minsk verbracht und von dort aus – über das KZ Natzweiler-Struthof – ins KZ Neuengamme deportiert, wo er am 20.02.1945 umgebracht wurde. |
| Friedensstraße 17 ·   | 6. Feb. 2009   | Hier wohnte Hilde Wolff Jg. 1913 Deportiert 1941 Ermordet 1942 in Minsk                                    |      | Hilde Daniel wurde am 06.06.1913 in Bedburdyck geboren. Hilde wurde am 10.12.1941 ab Düsseldorf ins Ghetto Minsk deportiert, wo sie umkam. |